# Josef-Otto Freudenreich
Josef-Otto Freudenreich (* 1950 in Waldsee) ist ein deutscher Journalist.

## Leben
Freudenreich studierte Politikwissenschaft und Soziologie an der Eberhard Karls Universität Tübingen und der Universität Bielefeld. Danach arbeitete er u. a. als freier Journalist für Die Zeit und die Süddeutsche Zeitung. Er war als Sportjournalist tätig und gründete 1982 die regionale Wochenzeitung Karlsruher Rundschau. Bis 2010 war er Chefreporter der Stuttgarter Zeitung. 2011 gründete er die Wochenzeitung Kontext: Wochenzeitung.

## Auszeichnungen
- 1979: Theodor-Wolff-Preis
- 1994: Wächterpreis der deutschen Tagespresse (3. Preis)

## Schriften (Auswahl)
- Die Sport-Show. Ein Sportjournalist berichtet. Rowohlt, Reinbek bei Hamburg 1983, ISBN 3-499-20322-7.
- Abstürze. Reportagen vom Scheitern und Aufstehen in einem Musterland. Klöpfer und Meyer, Tübingen 2006, ISBN 3-937667-73-3.
- hrsg.: „Wir können alles“. Filz, Korruption & Kumpanei im Musterländle. Klöpfer & Meyer, Tübingen 2008, ISBN 978-3-940086-12-9.
- hrsg.: Die Taschenspieler. Verraten und verkauft in Deutschland. Klöpfer & Meyer, Tübingen 2010, ISBN 978-3-940086-87-7.